# ヴィジェーヴァノ
ヴィジェーヴァノ（イタリア語: Vigevano）は、イタリア共和国ロンバルディア州パヴィーア県にある都市であり、その周辺地域を含む人口約6万2000人の基礎自治体（コムーネ）。
イタリアにおける製靴業の中心都市である。パヴィーア県においては県都パヴィーアに次ぐ第二の都市である。

## 名称
日本語文献では「ビジェバノ」、「ビジェバーノ」と表記されることもある。

## 地理

### 位置・広がり

#### 隣接コムーネ
隣接するコムーネは以下の通り。括弧内のMIはミラノ県所属を示す。
- アッビアテグラッソ (MI)
- ベレグアルド
- ベザーテ (MI)
- ボルゴ・サン・シーロ
- カッソルノーヴォ
- チラヴェーニャ
- ガンボロ
- グラヴェッローナ・ロメッリーナ
- モリモンド (MI)
- モルターラ
- モッタ・ヴィスコンティ (MI)
- パローナ

### 気候分類・地震分類
気候分類では、zona E, 2544 GGに分類される。
また、イタリアの地震リスク階級 (it) では、zona 3 (sismicità bassa) に分類される
。

## 行政

### 分離集落
ヴィジェーヴァノには、以下の分離集落（フラツィオーネ）がある。
- Buccella, Fogliano, Morsella, Piccolini, Sforzesca

## 姉妹都市
- 温州市、中国
- フィカッラ、イタリア
- マテーラ、イタリア

## 人物

### 著名な出身者
- エレオノーラ・ドゥーゼ - 19-20世紀の女優